# Max d'Ollone
Pour les articles homonymes, voir D'Ollone.
Max d'Ollone est un compositeur, chef d'orchestre et musicographe français, né le 13 juin 1875 à Besançon et mort le 15 mai 1959 à Paris.
Il est le frère de l'explorateur Henri d'Ollone.

## Biographie
Dès son jeune âge, Max d'Ollone montre des goûts prononcés pour la musique et compose de bonne heure. Les essais de l'enfant intéressent Ambroise Thomas, Charles Gounod, Léo Delibes, et Jules Massenet. Tout en poursuivant ses études, il entre au Conservatoire de Paris et devient l'élève d'Albert Lavignac, d'André Gedalge et de Massenet, qui distingue en lui un "maître musicien". Il obtient tous les prix jusqu'au Deuxième Grand Prix de Rome avec la cantate Clarisse Harlowe (1895) puis le Premier Grand Prix de Rome en 1897 avec la cantate Frédégonde, à l'âge de 22 ans.
À la Villa Médicis, Max d'Ollone compose le poème symphonique Les Villes maudites. "D'une incontestable valeur, d'une vigueur et d'une couleur peu commune" comme le juge l'Académie des Beaux-Arts, cette œuvre sera créée par Gabriel Pierné aux Concerts Colonne en 1899. C'est également de Rome que Max d'Ollone prend part au concours Rossini qu'organise l'Académie des Beaux-Arts et en obtient le prix avec La Vision de Dante, un poème lyrique pour soli, chœur et orchestre. Créée à la Société des concerts du Conservatoire en 1899, l'œuvre est jugée "élégante et brillante" par le critique Pierre Lalo, qui note toutefois que "l'ensemble de l'œuvre de Max d'Ollone manque encore d'indépendance". Mais lors de la première audition, Camille Saint-Saëns  déclare : " J'étais inquiet, en vieillissant, du sort de la musique française. Me voilà rassuré ". Alors qu'il se trouve encore à Rome est également créée à Paris en 1899 par Alfred Cortot sa Fantaisie pour piano, composée quelques années plus tôt au Conservatoire.
En 1901, Camille Saint-Saëns, qui ne cesse de l'encourager depuis son obtention du prix de Rome, lui passe commande d'un ballet qu'il n'a pas le temps de composer lui-même, Bacchus et Silène. "Chaudement ovationné" selon la revue Le Ménestrel, ce ballet est créé aux arènes de Béziers au même moment que le Prométhée de Gabriel Fauré. Suivent plusieurs œuvres orchestrales comme le Lamento (1908), Au cimetière (1908) et le poème symphonique Le Ménétrier, créé par le compositeur et violoniste roumain Georges Enesco en 1910. Max d'Ollone, pourtant, se sent plus attiré par le théâtre que par la symphonie. Dès l'année 1900 à Rome, il a entrepris la composition de son premier opéra, Jean, sur un poème qu'il a lui-même écrit et qui a pour cadre la Révolution française : Jean s'apprête à entrer dans les ordres mais son ami Vincent veut l'en dissuader et l'exhorte à aller vers le peuple. Après une nuit d'illumination, il quitte le couvent et rompt avec les siens... Demeuré inédit, les Concerts Colonne en jouent en 1905 le prologue, intitulé Dans la cathédrale.
"Romantique du coeur aux lèvres", d'Ollone écrit aussi lui-même le livret de son opéra Le Retour, créé en 1912 à Angers et qui sera repris à l'Opéra de Paris en 1919 avec Germaine Lubin dans le rôle principal. Sur une île, Blanche attend le retour de Jean, son fiancé. Mais Jean, ayant passé des années à la ville, ne se sent plus digne de l'amour immaculé de celle qu'il aimait déjà quand il était enfant. Elle ne cherchera pas à le retenir alors qu'il embarque au milieu de la tempête qui l'engloutira. Pour le critique du journal Le Temps Pierre Lalo, Le Retour est "d'une remarquable unité. Dans toutes ses parties, il possède la même sincérité d'intention et d'inspiration et la même noblesse de sensibilité". Le journal Le Ménestrel juge pour sa part qu'il s'agit d'une œuvre "peu ordinaire qui peut compter parmi les meilleures productions de ces dix dernières années". Fêté par la critique, Le Retour disparaît de l'Opéra de Paris après trois représentations en 1919. Il sera repris en de larges fragments en 1925 à la Société des Concerts.
Bien que restés inédits, deux autres ouvrages lyriques suscitent également l'attention du monde musical. En 1913, les concerts Colonne présentent le premier tableau de L'Étrangère. Une musique, "courageusement grise, qui ne badine jamais avec les sentiments", écrit Claude Debussy, qui assure à la revue S.I.M. la critique des grands concerts. Puis Max d'Ollone compose dans la foulée Les Amants de Rimini, opéra en quatre actes, dont le troisième tableau se joue à l'Opéra en 1916, au cours des spectacles coupés donnés par Jacques Rouché. La comédie lyrique en un acte Les Uns et les autres sur un livret de Verlaine est créée à l'Opéra comique le 6 novembre 1922 dans une mise en scène d'Albert Carré.
L'originalité du compositeur se déploie dans son opéra L'Arlequin, représenté le 24 décembre 1924 à l'Opéra sur un livret de Jean Sarment. On retrouve dans L'Arlequin les thèmes de l'île, du voyage et du retour. Le roi de l'île heureuse a fait venir, pour les dix-sept ans de sa fille Christine, le plus célèbre comédien du monde, Arlequin. La princesse, qui comme tous les habitants de l'île, rêve d'un ailleurs, et déclare son amour au comédien. Arlequin l'enlève pour voguer vers Capri, son île natale. Mais Christine, allant de désillusions en désillusions, retournera mourante dans l'île heureuse. Désespéré, le roi se réfugiera dans un couvent, après avoir désigné Arlequin pour lui succéder : "Il faut un malheureux dans l'île heureuse". "L'impression a été excellente", écrit le compositeur André Messager, qui y  voit  "une partition vivante et colorée qui, tout en restant fidèle aux pures traditions, ne craint pas de s'aventurer dans les régions des conquêtes modernes". Selon le musicologue Georges Favre, "l'Arlequin, point culminant de l'œuvre de Max d'Ollone, émerge nettement de sa production théâtrale et reste l'une de ses partitions les plus significatives". « Peut-être son chef-d'œuvre », selon le musicologue Paul Landormy.
Le succès réel de l'Arlequin encourage d'Ollone à entreprendre de nouveaux ouvrages lyriques, comme George Dandin ou le Mari confondu d'après Molière, monté à l'Opéra-Comique le 19 mars 1930, alors qu'un an plus tard, l'Opéra de Monte-Carlo présente Le Temple Abandonné, ballet dont la partition sera reprise chez Colonne. Surtout, le 23 juin 1937, l'Opéra de Paris représente La Samaritaine, drame lyrique en trois actes d'après la pièce-homonyme d'Edmond Rostand créée en 1897 par Sarah Bernhardt. Dernier opéra du compositeur, cet évangile en trois tableaux porte un message d'amour universel. "C'est un ouvrage d'une noble et simple émotion, dans lequel circulent de larges mélodies et qui a été accueilli avec un très grand succès", écrit le compositeur Henri Sauguet, tandis que Reynaldo Hahn estime que Max d'Ollone "a presque sans cesse laissé chanter librement son cœur tout en surveillant sa plume" . Dans le journal Le Soir, le compositeur Darius Milhaud loue une "œuvre de ferveur". "On sent chez Max d'Ollone une sincérité si intacte qu'on lui sait gré de nous garder dans un monde sonore si naturel".
Parallèlement à son activité de compositeur, Max d'Ollone a occupé de nombreuses fonctions officielles. Président de la Société des Concerts Populaires d'Angers de 1907 à 1910, responsable de l'Action artistique à l'étranger au Ministère des Beaux-Arts en 1916, professeur à l'École Normale de Musique en 1919, il est nommé en 1923 professeur de la classe de musique de chambre du Conservatoire de Paris en remplacement de Camille Chevillard, et la même année, directeur du Conservatoire américain de Fontainebleau. En 1930, il est inspecteur de l'enseignement musical dans les conservatoires de province. C'est dans l'exercice de cette dernière fonction qu'il remarque en 1932 à Douai le futur compositeur Henri Dutilleux et le présente à son ami Henri Büsser qui dirige la classe de composition du Conservatoire de Paris. En août 1936, Max d'Ollone est nommé par Jean Zay, ministre de l'Education nationale et des Beaux-Arts, membre du comité consultatif des Théâtres Lyriques nationaux.
Malgré ce parcours officiel, la fin de la carrière de Max d'Ollone est entachée de prises de positions politiques condamnables. Antimoderniste, désapprouvant la Seconde École de Vienne et les innovations du dodécaphonisme, il se compromet en présidant la Section musicale du Groupe Collaboration durant l'occupation allemande, alors que Florent Schmitt et Alfred Bachelet en sont les présidents d'honneur. De tradition pacifiste, il organise plusieurs concerts avec des artistes allemands et japonais ainsi que des dîners de gala, dans le cadre de la politique de collaboration prônée par le gouvernement de Vichy. Entretenant des liens étroits avec l'Institut allemand, la section musicale organise notamment en 1942 une série de dix concerts consacrés aux jeunes compositeurs français et allemands. C'est ainsi que sont invités à Paris le chef d'orchestre Herbert von Karajan, le pianiste Wilhelm Kempf, le Staatsoper de Berlin, et que sont organisés un Festival Mozart avec le Mozarteum de Salzburg, un Festival Beethoven et un Festival Massenet.
Cité par l'historienne Karine le Bail, Max d'Ollone affirme dans les Cahiers franco-allemands qu"'il n'est pas exagéré de dire qu'en même temps qu'elle doit subir l'influence du nouvel ordre européen, la musique peut contribuer à l'organisation et à l'affermissement de cet ordre". Il salue comme "un acte utile de collaboration" la tournée en Allemagne en 1942 du pianiste Alfred Cortot, qui peut, dit-il, s'enorgueillir d'avoir été le "premier artiste français à paraître devant un public allemand depuis l'armistice". Obsédé par le rayonnement de la musique française, il organise en juillet 1944 la livraison de partitions de musique française aux conservatoires allemands, alors que les armées alliées ont débarqué en Normandie.
Max d'Ollone exerce parallèlement les fonctions de directeur de l'Opéra comique de 1941 à 1944 avant d'être démis de ses fonctions lors d'une cabale au profit du chanteur Lucien Muratore. Arrêté peu après la libération de Paris, emprisonné pendant un mois, il fait l'objet d'une enquête judiciaire de la Cour de justice de la Seine pour son engagement en faveur de la Collaboration. Le commissaire du gouvernement chargé d'instruire son dossier ne juge pourtant pas nécessaire de le déférer devant les chambres civiques. Dans leur rapport, les enquêteurs notent que l'activité de la Section musicale a été très faible et que l'arrestation du compositeur a "jeté la consternation dans les milieux artistiques, où il jouit d'un immense prestige en raison de sa réputation et de sa vie toute de droiture et d'honnêteté". La procédure se conclut par une relaxe et l'absence de sanctions, de nombreuses personnalités du monde musical engagées dans la Résistance, notamment le chef d'orchestre Roger Désormière et le compositeur Charles Koechlin, étant intervenues en sa faveur. Au titre de l'épuration administrative, Max d'Ollone ne souffre que de la suspension provisoire de sa retraite de professeur du Conservatoire et d'inspecteur de l'enseignement musical. En 1949, il est mis hors de cause par le Comité national d'épuration des gens de lettres, auteurs et compositeurs. Sur la foi d'un témoignage à décharge de l'homme de lettres Paul Courant, ancien membre du conseil d'administration du groupe Collaboration, il est réintégré dans l'Ordre national de la Légion d'honneur en 1953.
Passionné de théosophie, essentiellement musicien de tradition, Max d'Ollone a lui-même défini son art dans trois articles du Ménestrel (29 juillet, 9 décembre et 16 décembre 1932). Il s'y déclare pour la primauté du chant sur l'orchestre et pour la musique mélodique et mélodieuse. En 1952, il publie Le Langage Musical, salué par le journal Le Monde comme "une leçon de clarté", puis en 1955 Le théâtre lyrique et le public. Ses principes esthétiques sont également développés dans la  correspondance qu'il entretient toute sa vie avec son ami le compositeur Henri Rabaud, directeur du Conservatoire pendant l'Entre-deux-guerres, et avec le compositeur Charles Koechlin. "Il aimait ce qui est aisé, le naturel, comme Anatole France; son art était tout d'expression, de franchise, de tendresse, d'équilibre et d'intelligence. Il était adoré de tous, élèves et professeurs", écrit le compositeur Tony Aubin, à l'occasion du centenaire de sa naissance en 1975. "Je revois Max d'Ollone, que j'ai bien connu au Conservatoire, se souvient le critique musical Bernard Gavoty. Avec ses cheveux blancs un peu raides, dardés en auréole autour de son visage rieur, il ressemblait au Docteur Miracle. Heureux de faire son beau métier, il aimait notre gaité, nos jeux, jusqu'à nos sottises". Un autre de ses élèves, le pianiste Raymond Trouard, le décrit comme "un homme sensible, très profondément musicien auquel rien n'échappait. Il avait une passion pour la musique de son vieil ami Reynaldo Hahn, qui nous rendait d'innombrables visites pour constater nos progrès dans ses oeuvres". Dans le journal Mélomane en 1992, l'avocat Jean-Denis Bredin, membre de l'Académie française, raconte son amitié de jeunesse avec Max d'Ollone : "Il vivait de rien, dans un appartement rempli de livres et de partitions. Il jouait pendant des heures la Traviata, Tristan, les yeux au ciel, dans un extraordinaire état d'exaltation musicale, d'extase. Il m'éblouissait. Il m'a montré qu'on pouvait avoir des dons prodigieux et pas la moindre parcelle de vanité. Il était totalement indifférent au fait de laisser ou non un nom".
Bien qu'ayant subi l'influence de Richard Wagner, de Jules Massenet, Max d'Ollone a développé dans sa musique un sens dramatique personnel. Selon le compositeur Georges Auric, "il laisse une œuvre immense". Essentiellement vocale, elle compte dix opéras dont cinq ont été représentés à l'Opéra de Paris et à l'Opéra comique dans l'Entre-deux-guerres, ainsi que soixante-dix mélodies dont vingt-huit ont été réunies en plusieurs volumes par l'éditeur Heugel en 1998: les Chants de la nuit; les Chants d'ailleurs; les Chants du jour; les chants d'exil. Ces mélodies nous plongent "dans un univers dont on ne soupçonnait jusqu'ici ni la profondeur ni l'extraordinaire intensité", juge lors de leur réédition le critique musical Henry-Louis de La Grange. Dans son catalogue figurent également de nombreuses œuvres pour orchestre et pièces de musique de chambre, notamment son Quatuor pour piano et cordes, écrit à l'âge de 74 ans et dédié "à son ami Jean-Denis Bredin", âgé de vingt ans.

## Œuvres
- Douceur d'avril (mélodie, 1887)
- Impressions d'automne (trois mélodies, 1894).
- Daphné (cantate composée pour le prix de Rome, 1894).
- Clarisse Harlowe (cantate composée pour le prix de Rome, 1895).
- Scène païennes (piano et violon, 1895)
- Mélusine (cantate composée pour le prix de Rome, 1896).
- Elévation (duo pour voix de femmes, 1895)
- Frédégonde (cantate lauréate du premier grand prix de Rome, 1897).
- Jeanne d'Arc à Domrémy (piano et voix, 1897).
- Quatuor à cordes (1898).
- Petite suite pour piano (1998).
- Nuit d'été (pour mezzo-soprano, ténor et chœur à 4 voix, 1998).
- Les Villes Maudites (poème symphonique, envoi de Rome, 1899).
- Fantaisie pour piano et orchestre (1899).
- La Vision de Dante (poème lyrique pour solistes, chœur et orchestre, 1999)
- Bacchus et Silène (ballet, création aux arènes de Béziers en 1901).
- Ici-bas (mélodie 1903)
- Jean (opéra en cinq actes, sur son propre livret, 1904).
- Six Etudes de concert pour piano (1904).
- Dans la cathédrale (orchestre, 1906).
- Fantaisie pour harpe et quatuor à cordes (1906).
- Elégie (pour piano et violoncelle, 1907)
- Lamento (orchestre, 1908).
- Au cimetière (poème symphonique, 1908).
- Les funérailles du poète (pour orchestre, 1908).
- Le Ménétrier (poème pour violon et orchestre, 1910).
- Saint François d'Assise (oratorio, 1910).
- In Memoriam (cycle de mélodies sur le poème de Alfred Tennyson, 1910)[45].
- Elévation (pour orchestre et voix, réduction piano et voix, 1912).
- L'Etrangère (opéra en deux actes, 1913).
- Les Amants de Rimini (opéra en quatre actes sur son propre livret, créé à l'Opéra de Paris en 1916).
- Le Retour (opéra en deux actes, sur son propre livret, créé en 1913 à Angers et monté à l'Opéra de Paris en 1919).
- Trio pour piano et cordes (1920).
- Solitude (mélodie, 1921).
- Les Uns et les Autres (comédie lyrique en un acte sur un texte de Paul Verlaine, créé à l'Opéra-Comique en 1922).
- Le Danseur éternel (pour chant et orchestre sur un texte de Maurice Rostand, 1922).
- Paysages grecs (mélodies, 1923).
- L'Arlequin (opéra en cinq actes, créé à l'Opéra de Paris en 1924).
- Romanichels (pour violon et orchestre, réduction violon et piano, 1927).
- Olympe de Clèves (opéra en quatre actes d'après Alexandre Dumas, 1928).
- George Dandin (opéra en trois actes, d'après Molière, créé à l'Opéra comique en 1930).
- Le Roi des Aulnes (musique du film du même nom de Marie-Louise Iribe, 1930).
- Deux poésies de Rabindranath Tagore (mélodies, 1930).
- Le Temple abandonné (ballet en un acte, créé à Monte-Carlo par les ballets russes en 1931).
- Andante et scherzo (pour trois violoncelles, 1931).
- La Samaritaine (opéra en trois actes sur un texte d'Edmond Rostand, créé en 1933 à Angers et monté en 1937 à l'Opéra de Paris).
- Hymne du matin (pour soprano et orchestre sur un texte de Lamartine, 1939).
- Ad lucem aeternam (pour mezzo-soprano et orchestre, 1939).
- Deux mélodies romantiques (1947).
- Quatuor pour piano et cordes (Besançon, 1949).
- Sous les Saules (comédie musicale en quatre actes d'après un conte d'Andersen, 1950).

## Œuvres enregistrées
- Cantates et chœurs pour le prix de Rome; Brussels Philharmonic, Flemish Radio Choir, Hervé Niquet; Palazetto Bru Zane; Ediciones Singulares, 2013.
- Les Villes Maudites, pour orchestre et chœurs ; Brussels Philharmonic, Flemish Radio Choir, Hervé Niquet; Palazetto Bru Zane; Ediciones Singulares, 2013.
- Le Ménétrier, pour violon et orchestre (1910); Mark Kaplan, Orchestra Simfonica de Barcelona i National de Catalunya, Lawrence Foster, Claves 2003.
- Lamento, pour orchestre (1908); Orchestra Simfonica de Barcelona i National de Catalunya, Lawrence Foster, Claves 2003.
- Fantaisie pour piano et orchestre (1999); François-Joël Thiollier, Orchestra Simfonica de Barcelona i National de Catalunya, Lawrence Foster, Claves 2003.
- La Samaritaine, opéra (1937) ; Berthe Monmart, soprano; André Vessières, Tony Aubin, direction; Orchestre Lyrique de la Radio Diffusion Française et des Chœurs de la RTF, présentation René Dumesnil, 1955, INA.
- Le Retour, opéra (1912); Alain Pâris, direction; Chœur et orchestre Lyrique de Radio France, 1975.
- Mélodies vol. 1, cycle In Memoriam, Didier Henry baryton, Patrice d'Ollone, piano, Maguelone.
- Mélodies Vol. 2, Elsa Maurus, mezzo-soprano; Didier Henry, baryton; Patrice d'Ollone, piano; Maguelone.
- Trio pour piano, violon et violoncelle, en la mineur (1920); Quatuor Enesco et Patrice d'Ollone, piano; éd. disques Pierre Verany, Arion, 1999.
- Quatuor pour piano et cordes, en mi mineur (1949); Quatuor Enesco et Patrice d'Ollone, piano; éd. disques Pierre Verany, Arion, 1999.
- Quatuor à cordes en ré majeur (1898); Quatuor Enesco; éd. disques Pierre Verany, Arion, 1999.
- Trio pour piano, violon et violoncelle, en la mineur (1920); Trio Anima Mundi, Melbourne.
- Trio pour piano, violon et violoncelle, en la mineur (1920); Dimitris Saroglou, piano; Gérard Poulet, violon; Dominique de Williencourt, violoncelle; Europe et Art, 2011.
- Musique de chambre, avec les solistes de l'Orchestre National de France; Alessandro Carbonare, clarinette; Philippe Pierlot, flûte; Régis Poulain, basson;  Elisabeth Glab, violon; Jean-Luc Bourré, Emmanuel Petit, Emma Savouret, Stéphane Manent, violoncelle; Isabelle Perrin, harpe; Quatuor Parisii; Patrice d'Ollone, piano; Angéline Pondepeyre, piano; Maguelone, 2005.
- Fantaisie orientale (1913); Sylvie Hue, clarinette; Roger Boutry, piano, REM.
- Andante et scherzo pour trois violoncelles (1933); Gürzenich Cello Trio, Westdeutscher Rundfunk, Köln, ANA records.
- Andante et scherzo pour trois violoncelles (1933); Membres de l'Orchestre Symphonique de Barcelone, Claves 2003.
- Romance et Tarentelle (1928); Julien Hardy, basson ; Simon Zaoui, piano; Klarthe, 2018.
- Romance et Tarentelle (1928); Régis Poulain, basson; et Angeline Pondepeyre, piano; Maguelone, 1996.
- Études de concert (1904); Dimitris Saroglou, piano; Europe et Art, 2011.